# Trai đẹp lên sàn
Trai đẹp lên sàn (tựa gốc tiếng Anh: Zoolander 2) là một phim điện ảnh hài hước năm 2016 của Mỹ được đạo diễn bởi Ben Stiller với phần biên kịch do John Hamburg, Justin Theroux, Stiller và Nicholas Stoller chấp bút. Đây là phần tiếp nối của phim điện ảnh Zoolander năm 2001, với sự tham gia diễn xuất của Stiller, Owen Wilson, Will Ferrell, Penélope Cruz và Kristen Wiig.
Công việc quay phim cho Trai đẹp lên sàn bắt đầu từ tháng 4 năm 2015 đến tháng 7 năm 2015 tại Rome, Ý. Phim được công chiếu vào ngày 12 tháng 2 năm 2016 bởi Paramount Pictures tại Mỹ. Trai đẹp lên sàn nhận được khá nhiều ý kiến tiêu cực từ giới chuyên môn và thu về 56 triệu USD toàn cầu so với kinh phí bỏ ra là 50 triệu USD.

## Nội dung
Nhiều ngôi sao nổi tiếng trong đó có Justin Bieber bị giết chết một cách bí ẩn, trước khi chết họ đều tự sướng với một cách biểu cảm kỳ lạ. Tổ chức Interpol rất quan tâm tới vụ việc này và nữ điệp viên Valentina Valencia (Penélope Cruz) cho rằng chỉ một người có thể giải mã được bí ẩn đó là Derek Zoolander (Ben Stiller), nhưng hiện tại người này đang mất tích. Trong khi đó, Derek đang ẩn dật tại một nơi xa xôi, thương nhớ người vợ đã chết và người con bị bắt vào trại trẻ mồ côi do bố không có khả năng chăm sóc. Một người bạn thân của anh là Hansel (Owen Wilson) cũng đang ẩn dật để tu luyện và hưởng thụ tại sa mạc.
Một ngày kia, cả hai nhận được lời mời tham dự sự kiện thời trang quy mô nhất thế giới tổ chức tại thành Rome tráng lệ và huyền bí. Derek và Hansel dĩ nhiên không bỏ lỡ cơ hội tìm lại những hào quang đã mất. Sau khi đặt chân tới kinh đô thời trang, cả hai người đã gặp gỡ rất nhiều nhà thiết kế và những người đứng đầu làng mốt. Cũng tại đây, họ nhận thấy mình hoàn toàn không còn chỗ đứng trong thế giới hào nhoáng này, đặc biệt khi mà thế giới thời trang vốn đã có rất nhiều thay đổi dưới đế chế của người đàn bà quyền lực Alexanya (Kristen Wiig), chưa kể tình nhân lâu năm của bà hiện giờ bị giam trong tù là Jacobim Mugatu (Will Ferrell) dường như rất có liên quan tới sự hỗn loạn này.

## Diễn viên
- Ben Stiller vai Derek Zoolander
- Owen Wilson vai Hansel McDonald
- Will Ferrell vai Jacobim Mugatu
- Penélope Cruz vai Valentina Valencia
- Kristen Wiig vai Alexanya Atoz
- Fred Armisen vai VIP
- Kyle Mooney vai Don Atari
- Milla Jovovich vai Katinka Ingabogovinanana
- Christine Taylor vai Matilda Jeffries
- Justin Theroux vai DJ Độc ác
- Nathan Lee Graham vai Todd
- Cyrus Arnold vai Derek Zoolander Jr.
- Billy Zane vai chính anh[4]
- Jon Daly vai Đặc vụ Filippo
- Sting vai chính anh
- Benedict Cumberbatch vai All[5]
- Beck Bennett vai Geoff Mille
- Jerry Stiller vai Maury
- Katy Perry vai chính cô
- Neil deGrasse Tyson vai chính anh
- Tommy Hilfiger vai chính anh
- Naomi Campbell vai chính cô
- Justin Bieber vai chính anh[6]
- Jourdan Dunn vai Natalka[7]
- Ariana Grande vai nô lệ tình dục[8]
- Christina Hendricks vai người dụ dỗ
- John Malkovich vai Skip Taylor
- Kiefer Sutherland vai chính anh[9]
- Mika vai thợ làm tóc[10]
- Skrillex vai DJ chương trình Old and Lame[11]
- Susan Boyle vai chính cô[12]
- ASAP Rocky vai chính anh[11]
- MC Hammer vai chính anh
- Anna Wintour vai chính cô
- Marc Jacobs vai chính anh
- Alexander Skarsgård vai Adam
- Karlie Kloss vai Eve
- Kate Moss vai chính cô
- Alexander Wang vai chính anh
- Valentino vai chính anh
- Katie Couric vai chính cô
- Christine Amanpour vai chính cô
- Jane Pauley vai chính cô
- Natalie Morales vai chính cô
- Soledad O'Brien vai chính cô
- Don Lemon vai chính anh
- Matt Lauer vai chính anh
- Andy Dick vai Don Atari
- Willie Nelson vai chính anh
- Susan Sarandon vai chính cô

## Quảng bá
Paramount hợp tác với công ty đa quốc gia Fiat Chrysler Automobiles để đưa nhân vật Derek Zoolander lên chiến dịch quảng cáo cho sản phẩm ô tô Fiat 500X. Ben Stiller và Penélope Cruz cũng góp mặt với vai diễn của họ trong tạp chí Vogue số tháng 2 năm 2016.

## Phát hành
Trai đẹp lên sàn được công chiếu tại các rạp chiếu phim của Mỹ vào ngày 12 tháng 2 năm 2016. Phim được ra mắt lần đầu tiên tại Luân Đôn, Anh trước đó vào ngày 6 tháng 2 năm 2016, và ra mắt thị trường Bắc Mỹ tại Thành phố New York vào ngày 9 tháng 2 năm 2016. Tại buổi ra mắt ở Luân Đôn, Stiller đã ghi vào Sách Kỷ lục Guinness với cây gậy tự sướng dài nhất thế giới có độ dài 8.56 mét.
Tại Việt Nam, Trai đẹp lên sàn được công chiếu vào ngày 4 tháng 3 năm 2016.

## Tiếp nhận

### Doanh thu phòng vé
Trai đẹp lên sàn thu về 28.8 triệu USD tại hai thị trường Mỹ và Canada và 27.1 triệu USD tại các quốc gia khác, tổng cộng là 56 triệu USD toàn cầu, trong khi kinh phí bỏ ra để thực hiện phim là 50 triệu USD.
Tại Mỹ và Canada, phim được dự đoán sẽ thu về 17–20 triệu USD từ 3,300 rạp chiếu trong tuần lễ mở đầu, một khoảng cách khá xa so với phim điện ảnh ra mắt cùng thời điểm là Deadpool (55–65 triệu USD dự kiến) nhưng lại khá tương đồng với Tuyên ngôn độc thân. Phim thu về 750,000 USD tại suất chiếu sớm đêm thứ năm và 4.9 triệu USD trong ngày đầu ra mắt. Kết thúc tuần lễ ra mắt, phim thu về tổng cộng 14 triệu USD, xếp thứ tư về doanh thu phòng vé, sau Deadpool (132.8 triệu USD), Kung Fu Panda 3 (19.8 triệu USD), và Tuyên ngôn độc thân (17.9 triệu USD). Ở tuần lễ thứ hai, phim thu về 5.5 triệu USD (thấp hơn tuần đầu 60.3%), tụt xuống hạng bảy về doanh thu phòng vé.

### Đánh giá chuyên môn
Rotten Tomatoes, một hệ thống tổng hợp kết quả đánh giá, cho thấy chỉ 23% trong số 199 chuyên gia nhận khảo sát là có cái nhìn tích cực về phim; với điểm sô trung bình là 4.5/10. Nhà phê bình của trang mạng cho rằng, "Trai đẹp lên sàn có nhiều khách mời nổi tiếng hơn là những tiếng cười -- và một nhúm nghèo nàn những chi tiết cười không quên nổi của phim còn nhiều hơn cả những ý tưởng có nghĩa ít ỏi mà ta có thể thấy được trong kịch bản mới này." Trên trang Metacritic, phim được chấm 34 trên tổng 100 dựa trên 42 nhà phê bình, với hầu hết là những nhận xét tiêu cực. Bình chọn của khán giả trên trang CinemaScore cho phim điểm trung bình "C+" trên thang điểm từ A+ đến F.
Một cây viết từ trang SaoStar cho rằng phim có "câu chuyện rời rạc thiếu thuyết phục", và "khán giả lại không ngờ nghệch đến mức thấy cả đống hổ lốn trong bộ phim hài nhảm này là hay". Trang Molo thì nhận xét, "một cốt truyện ngớ ngẩn cho một bộ phim ngớ ngẩn," và cho rằng phim "giống như nồi lẩu thập cẩm chứa đầy các thần tượng của giới trẻ hiện đại, chắc cũng vì thế mà phim ỷ y, nghĩ rằng chừng đó fan của các "thánh" này cũng đủ tràn ngập ghế ngồi của mọi rạp chiếu trên toàn thế giới!"
Tại Giải Teen Choice 2016, Trai đẹp lên sàn được đề cử cho hạng mục Lựa chọn Điện ảnh: Hài.